# 巴格斯韋德教堂

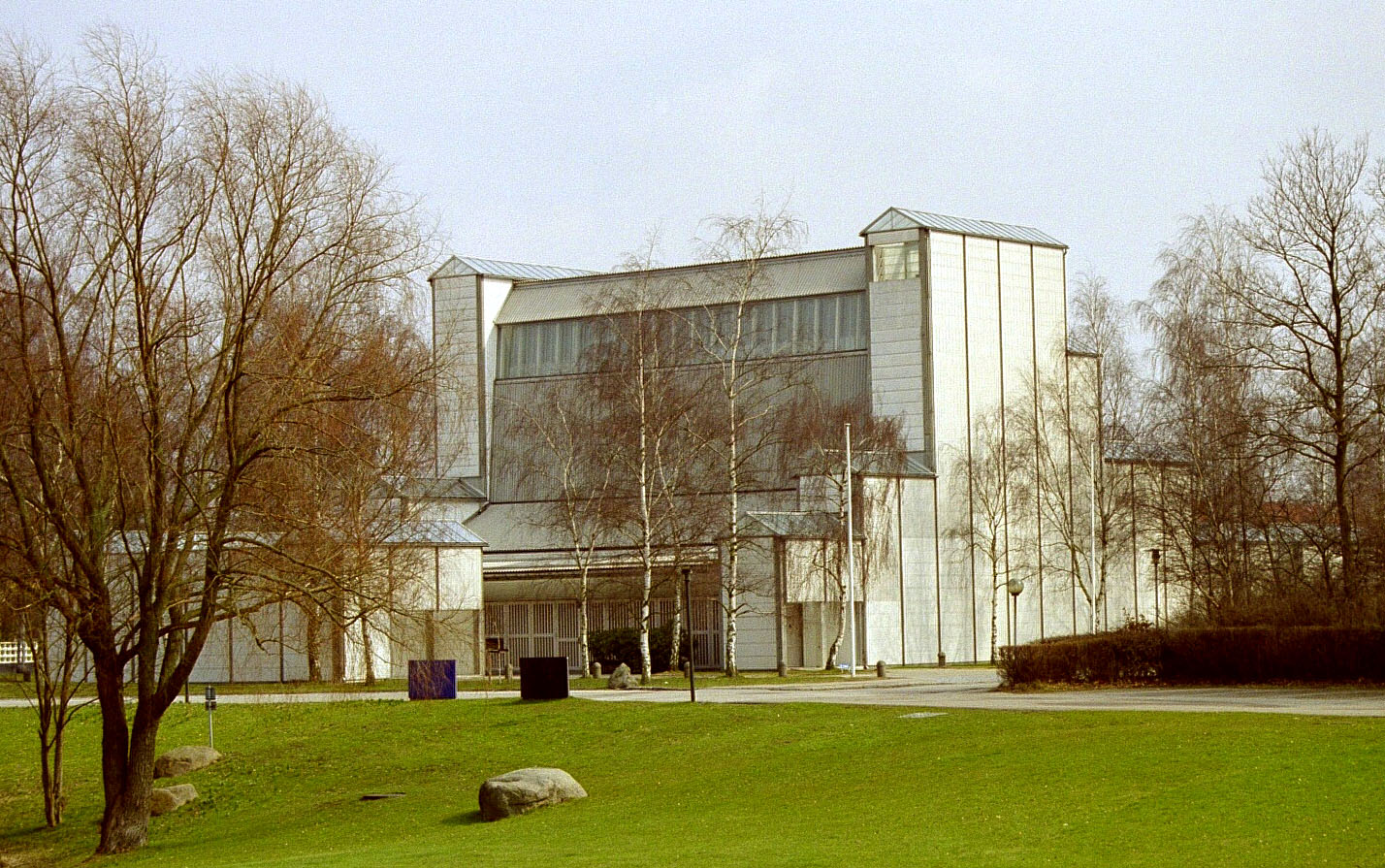
巴格斯韋德教堂

巴格斯韋德教堂（Bagsværd Church）是位於丹麥首都哥本哈根北郊巴格斯韋德地區的一座教堂，由約恩·烏松設計於1968年，並在1976年竣工。這座教堂是丹麥國教會的教堂。巴格斯韋德教堂被認為是現代教堂建築的傑作。

## 外部連結
维基共享资源上的相關多媒體資源：Bagsværd Church
- Official website
- Michael Asgaard Andersen, "Revisiting Utzon’s Bagsværd Church"[永久]

55°45′42″N 12°26′40″E / 55.76167°N 12.44444°E